# Physics Letters
Physics Letters è una rivista scientifica  pubblicata da Elsevier.
La rivista Physics Letters si suddivide in:
- Physics Letters A, la quale tratta dei seguenti argomenti: fisica della materia condensata, fisica teorica, la scienza non lineare, la fisica statistica, la fisica matematica e computazionale, la fisica generale e interdisciplinare, la fisica atomica e molecolare, la fisica del plasma e dei fluidi, la fisica ottica, la fisica biologica e delle nanoscienze. [1]
- Physics Letters B la quale tratta dei seguenti argomenti: la fisica nucleare, la fisica nucleare teorica, la fisica sperimentale delle alte energie, di fisica teorica delle alte energie e dell'astrofisica.[2]